# محاکمه شش نفر
محاکمه شش نفر (به یونانی: Δίκη των Έξι, Díki ton Éxi) محاکمه مسئولین یونانی مخالف الفتریوس ونیزلوس به اتهام خیانت بود که در پی شکست یونان در جنگ با ترکیه و شورش افسران ارتش در سال ۱۹۲۲ انجام شد. این پرونده به اعدام شش نفر از نه متهم انجامید. دادگاه در ۳۱ اکتبر تشکیل شد و دو هفته به طول انجامید. شاهزاده اندروی یونان و دانمارک، برادر کوچک کنستانتین اول یونان نیز که از فرماندهان ارشد ارتش بود به خیانت متهم شده بود اما در زمان تشکیل دادگاه در کورفو بود. او چند روز بعد بازداشت و به آتن منتقل شد و توسط همان قضات محاکمه شد. اندرو ابتدا به اعدام محکوم شد اما بعداً حکم او به تبعید دائم از یونان تغییر کرد. اندرو و خانواده‌اش در ۴ دسامبر کورفو را بر روی ناو بریتانیایی اچ‌ام‌اس کالیپسو (دی۶۱) ترک کردند.

## مجازات‌ها

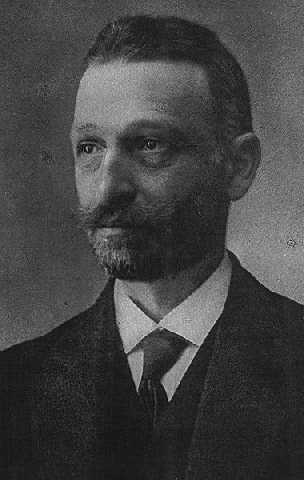
دیمیتریوس گوناریس, مرگ
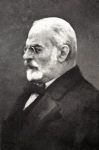
پتروس پروتوپاپاداکیس, مرگ
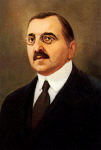
نیکولاس استراتوس, مرگ
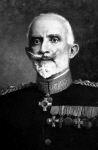
ژنرال گئورگیوس هاتزیانستیس،  مرگ
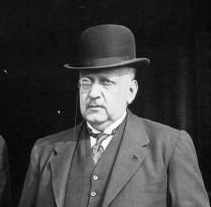
Georgios Baltatzis, مرگ
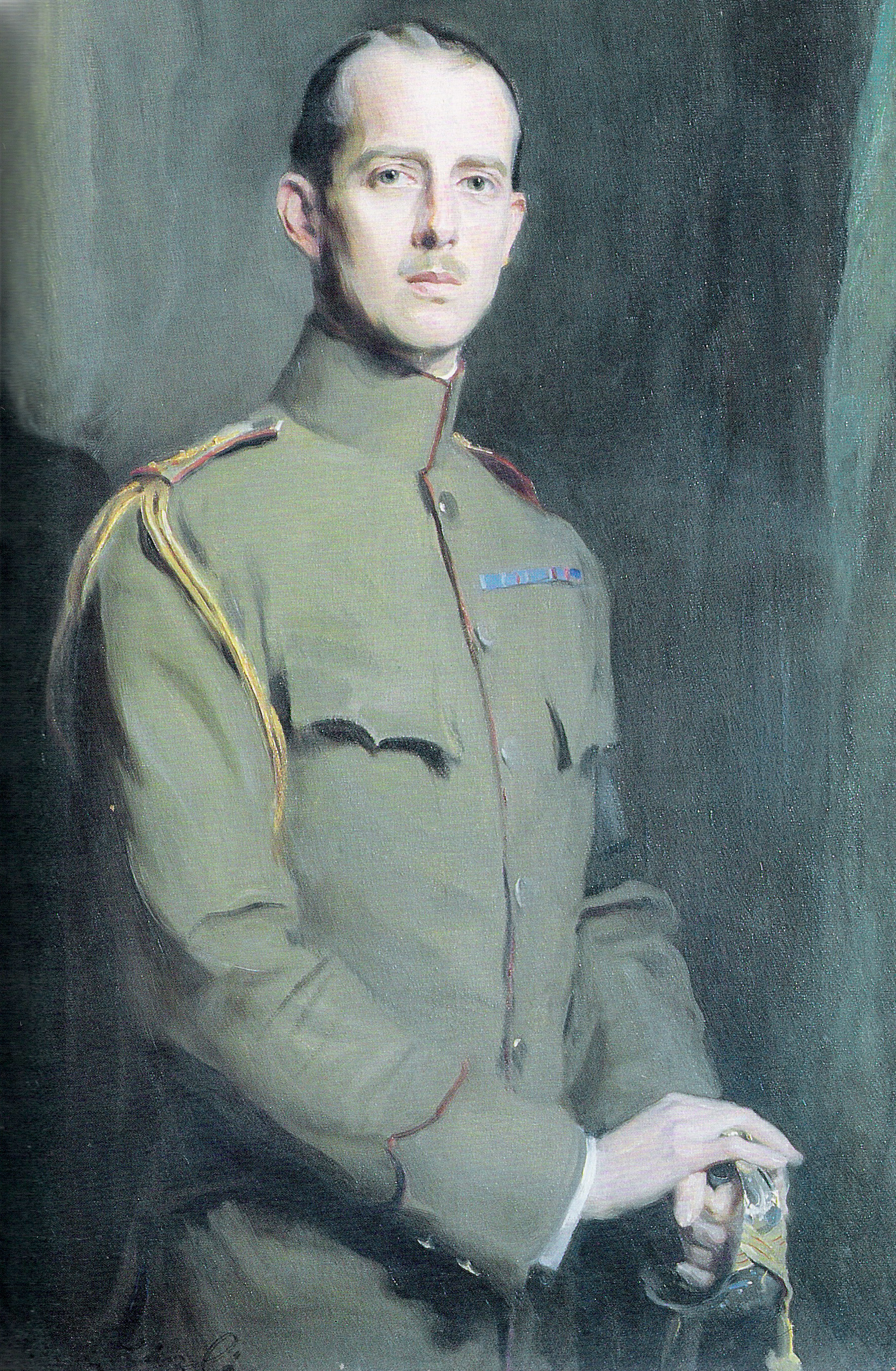
شاهزاده اندرو،  مرگ (نهایتا زندگی در تبعید)
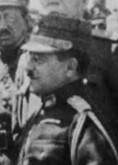
اکسنوفون استراتیگوس, حبس ابد